# 拉尔维克
拉尔维克（挪威語：Larvik，聆听ⓘ），是挪威西福尔郡的市镇，行政中心为拉尔维克市。市镇面积为812.88平方公里，人口数量为48,246人（2023年），人口密度为每平方公里62.5人。

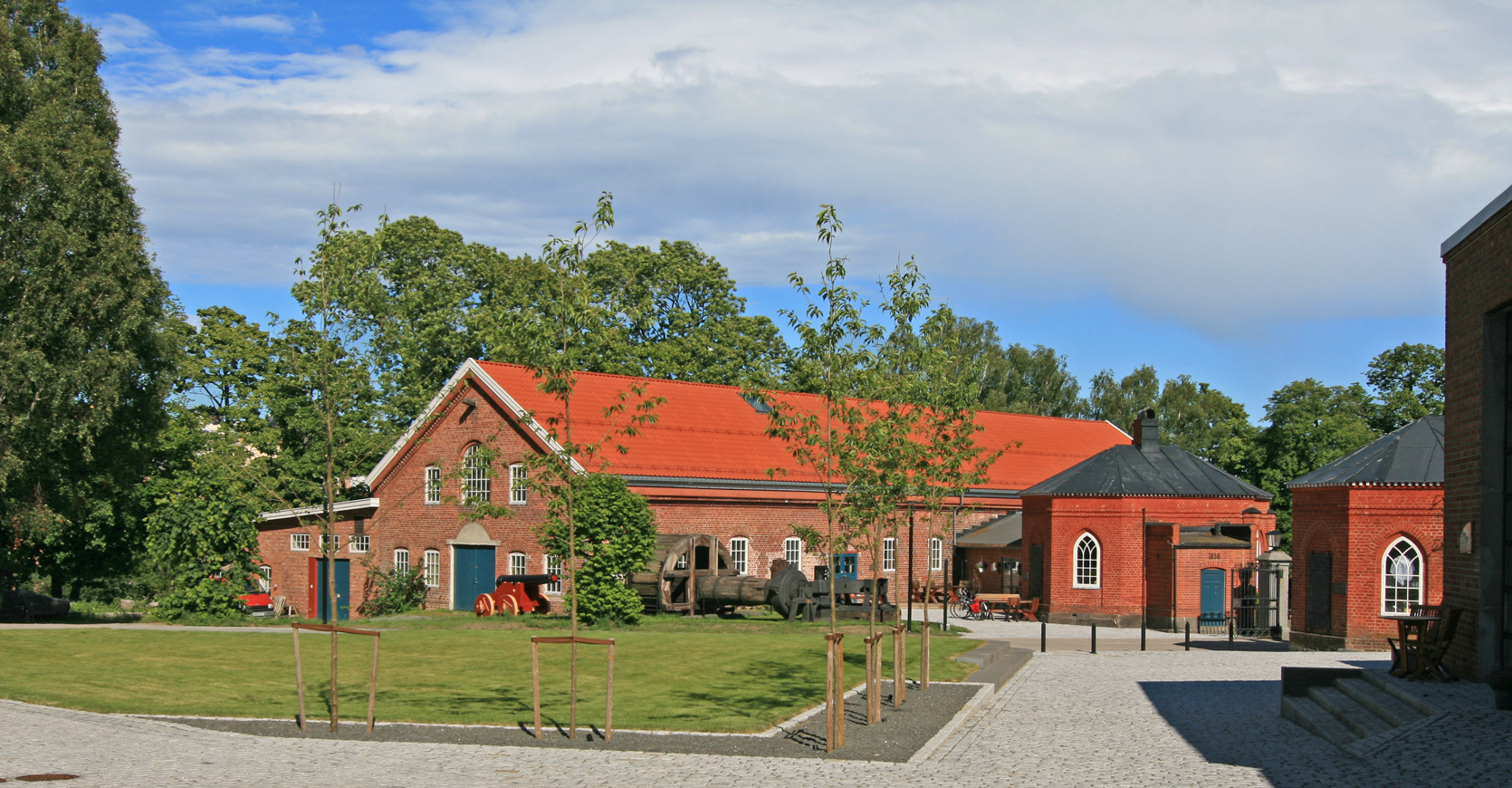
拉尔维克博物馆
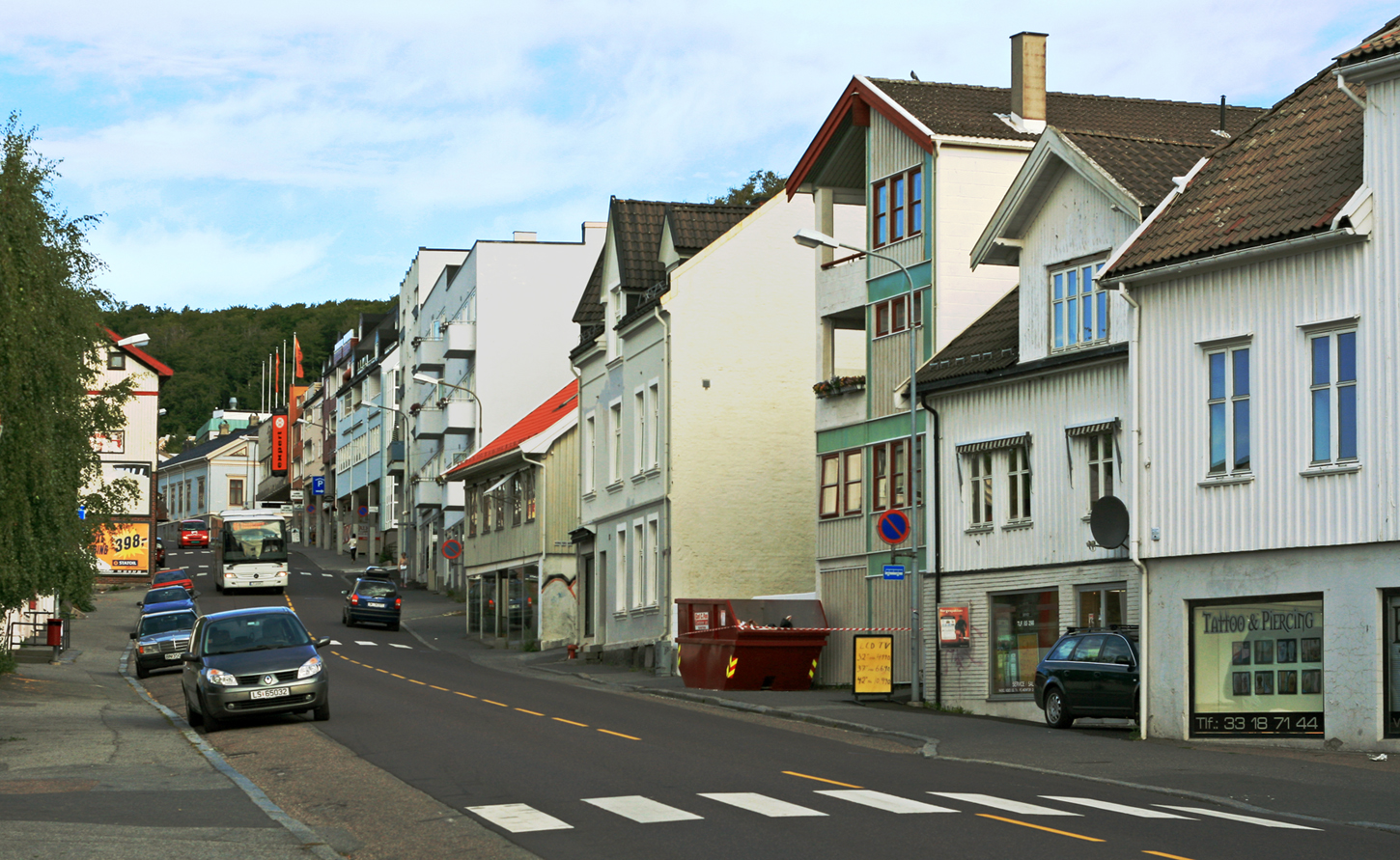
“王子街”
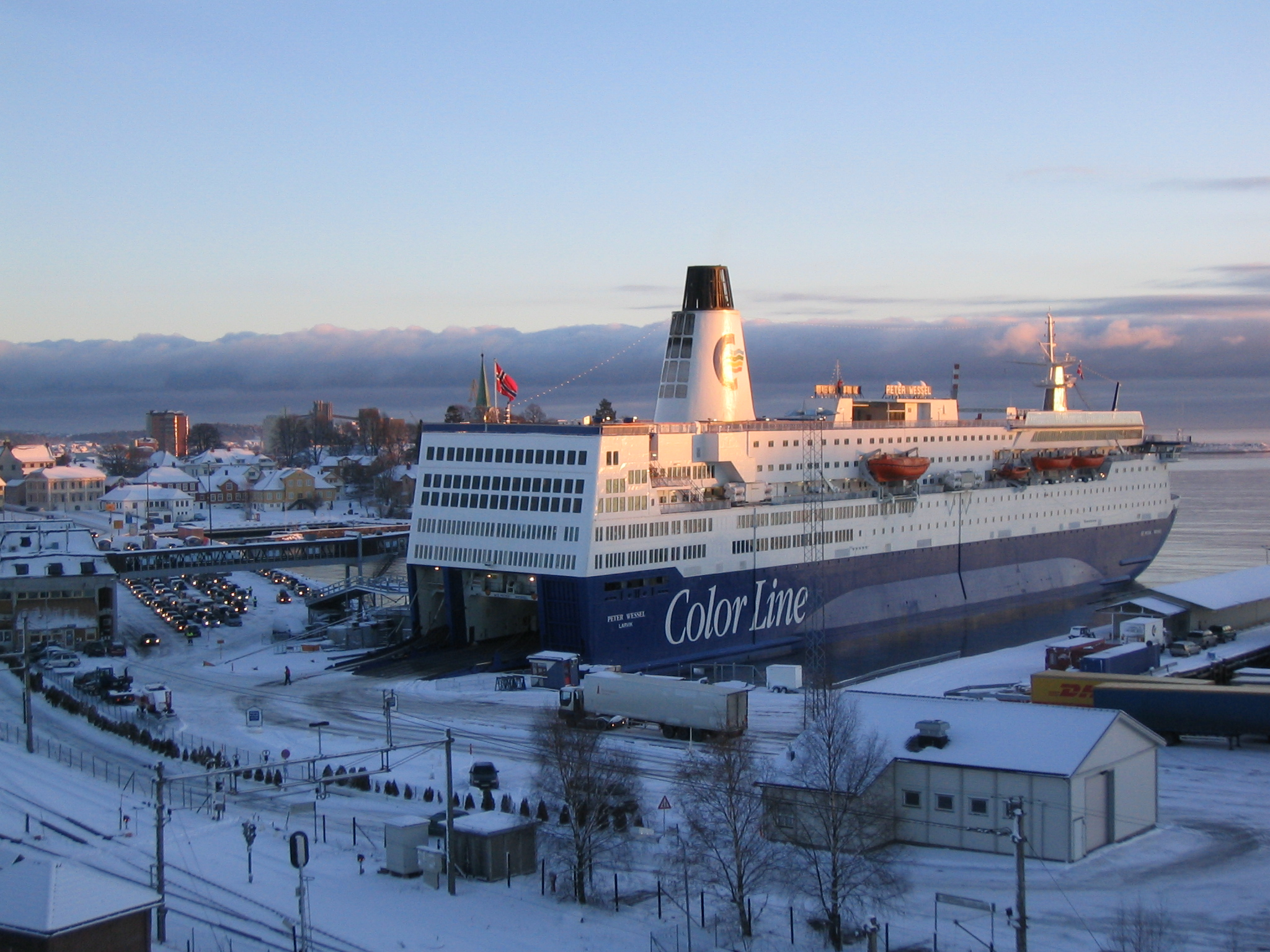
停泊于拉尔维克港口的号客轮